# Catterick Bridge
Catterick Bridge – osada w Anglii, w hrabstwie North Yorkshire, w dystrykcie (unitary authority) North Yorkshire. Leży 61 km na północny zachód od miasta York i 336 km na północ od Londynu.